# Jean Auvray
Pour les articles homonymes, voir Auvray.
Jean Auvray, né vers 1580, probablement en Normandie, près de Coutances, et mort avant 1624, est un poète français.

## Biographie
Jean Auvray a été chirurgien à Rouen, et ne saurait être confondu avec son homonyme dramaturge contemporain, avocat à Paris.
Il appartient à la tradition de la satire normande dans la lignée de Vauquelin, Du Lorens, Angot de l’Éperonnière et Courval-Sonnet. Il est l’auteur d’écrits religieux et de satires. Alternant entre piété, cynisme et obscénité, sa poésie est cependant, selon certains critiques, la meilleure dans sa veine satirique. Il a aussi écrit une tragicomédie : l’Innocence descouverte (peut-être en 1609, dont on peut consulter le texte dans les seconde et troisième édition du Banquet des Muses). 
Tombeau du rud' en souppe
Cy gist dans ce tombeau foireux
Rud’ En-Souppe le valeureux,
Qui voyant la guerre entreprise
Au pays, et qu’on le cherchoit,
Se cacha dessous la chemise
De sa grand’ Jeanne qui pettoit :
Luy qui trembloit tant escoutoit
Tant redoubler de petarades,
Saisi de peur creust qu’il estoit
Au milieu des harquebusades :
Qu’en advint-il ? Ses sens malades,
Et le trou de son cul puant
Perdant sa vertu retentrice,
En lieu de combattre en la lice
Il mourut de peur en chiant.
Le Banquet des muses

## Œuvres
- Le banquet des muses ou Les divers satires du sieur Auvray contenant plusieurs poëmes non encore veuës ny imprimez & L’innocence descouverte, tragi-comédie Rouen : D. Ferrand, 1623.
- « La pourmenade de l’âme dévote accompagnant son Sauveur depuis les ruës de Jérusalem jusques au tombeau », Rouen : David Ferrand, 1633 (3e édition; N.B. : la première édition date de 1622)
- « Les œuvres sainctes du sr Auvray : desquelles la plus grande partie n’ont encor esté veuës ny imprimées », Rouen : David Ferrand, 1634 (3e édition; N.B. : la première édition date de 1626)
- L’Innocence découverte, Rouen, Petit, 1609.
- Le Triomphe de la Croix, Rouen, D. Ferrand, 1622.